# Epping
Epping este un oraș în comitatul Essex, regiunea East, Anglia. Orașul se află în districtul Epping Forest a cărui reședință este.